# Trebbichau an der Fuhne
Trebbichau an der Fuhne là một đô thị thuộc huyện Anhalt-Bitterfeld, bang Saxony-Anhalt, Đức.